# Thomas Ralph-Merton
Pour les articles homonymes, voir Thomas Merton.
Thomas Ralph-Merton  (né le 12 janvier 1888 à Wimbledon, dans le Surrey – mort le 10 octobre 1969 à Maidenhead Thicket, dans le Berkshire) est un inventeur, physicien et collectionneur anglais, célèbre pour ses travaux sur la spectroscopie et les réseaux de diffraction.

## Années de formation
Fils unique d'Emile Ralph-Merton et d'Helen Meates, il compte parmi ses ancêtres le secrétaire particulier de Francis Bacon, Thomas Meutas. Emile Ralph-Merton travaille quelque temps pour la société de courtage familiale, spécialisée dans le négoce des métaux, en tant qu'associé d’Henry R. Merton & Co. L'un de ses frères, William Ralph-Merton, est le fondateur du groupe allemand Metallgesellschaft de Francfort-sur-le-Main (1881), autrefois la deuxième plus grosse entreprise d'Allemagne, et la première société de métaux non ferreux au monde.
Thomas fait ses études secondaires à Farnborough School puis au Collège d'Eton, où l'un de ses maîtres, le Dr T. C. Porter, l'encourage à étudier les sciences physiques. À sa sortie d'Eton (1905), il est stagiaire au King's College London avant de poursuivre ses études à Balliol College, aux côtés de Julian Grenfell, Ronald Knox et Julian Huxley.
Eu égard à sa santé fragile et son talent, l'université d'Oxford l'autorise exceptionnellement à s'inscrire directement en thèse sans passer immédiatement les examens de licence. Il obtient l'équivalence de la licence ès sciences en 1910 grâce à ses recherches sur les propriétés des solutions aqueuses de nitrate de césium ; mais déjà ses lectures lui font entrevoir la possibilité de nouvelles techniques de spectroscopie. Son père l'a autorisé à aménager un petit laboratoire dans la maison familiale.
En 1912, il épouse Marjory Sawyer, fille d'un officier supérieur, et le couple emménage à Londres, dans une maison de Gilbert Street.

## Recherches en spectroscopie (1913–1928)
À partir de 1913, Merton, fort d'un équipement de spectroscopie dernier cri, publie une série d'articles. Il publie d'abord sur le spectre d'absorption des solutions aqueuses, puis sur ceux des gaz et leur application à l'astrophysique, qui va devenir son principal domaine d'étude. En 1916, ayant soutenu sa thèse à Oxford, il obtient un poste de maître de conférences en optique physique au King's College London. La même année, il publie son premier article coécrit avec le mathématicien J. W. Nicholson : il est consacré à l'étalement des raie spectrales résultant d'une décharge condensée. Par un artifice ingénieux, Merton est parvenu à séparer les raies d'atomes voisins en décomposant leurs composantes sous l'action d'un champ magnétique. Les deux chercheurs appliquent cette technique aux spectres de l'hydrogène et de l'hélium. Ils sont ainsi les premiers à retrouver en laboratoire la distribution d'intensité du spectre d'étoiles.
En 1919 Balliol College s'attache Ralph-Merton comme chercheur en résidence, et l'université d'Oxford le recrute comme maître de conférences de spectroscopie (promu professeur en 1923). Il est élu membre de la Royal Society en 1920 et en 1922, donne aux côtés de Sydney Baratt la Bakerian lecture, consacrée au spectre d'absorption de l'hydrogène. Ils éliminent plusieurs écarts de mesure dans le spectre secondaire de l'hydrogène, dont ils montrent qu'ils sont imputables à la molécule d'hydrogène ; et ils mettent en évidence l'effet critique que peuvent jouer des éléments à l'état de traces sur le spectre d'un gaz. En 1923, Merton démissionne d'Oxford pour se retirer dans sa propriété de Winforton House (Herefordshire), où il dispose d'une réserve de saumon de 5 km sur la Wye. Excellent chasseur, c'est aussi un pêcheur accompli. Il fait déménager son laboratoire à Winforton pour poursuivre ses recherches.

## Premier scientifique employé par le MI6
La Première guerre mondiale ralentit à peine ses recherches. Exempté, il obtient à sa demande en 1916 une commission de lieutenant dans la réserve de la Royal Navy. L'année précédente, Mansfield Smith-Cumming l'a sollicité pour collaborer avec le MI6 tout juste créé. Il teste plusieurs mélanges, notamment le permanganate de potassium, l’antipyrine et le nitrate de sodium pour obtenir une encre sympathique. Il découvre le mélange utilisé par les agents allemands pour ce même usage.

## Le perfectionnement des réseaux de diffraction
On peut relever un silence d'une vingtaine d'années dans les publications scientifiques de Ralph-Merton (entre 1928 et 1947). C'est qu'il s'active alors à breveter ses inventions. Les réseaux de diffraction, qu'il est encore difficile de se procurer à l'époque, y occupent une grande place. En 1935, Ralph-Merton parvient à les dupliquer sans perte en enduisant l'original d'un film d'ester de cellulose : lorsque ce solvant sèche, il ne reste plus qu'à prélever soigneusement la pellicule restante et à s'en servir comme négatif pour un film de gélatine humide déposée sur une lame de microscope. Une fois séchée, la gélatine forme un réseau optique pratiquement identique à l'original.
En 1948, Ralph-Merton fait un pas important dans le réglage des réseaux optiques. En effet, on s'appuie pour cela depuis 1880 sur le système de tiges filetées de haute précision, usinées sur les indications du physicien américain Rowlands ; or, aucun tour ne permet de réaliser un filetage absolument régulier. Merton imagine d'abord de produire un développement à plat du filetage, pour exploiter sa méthode de duplication sur un cylindre grâce à son calque de gélatine. Puis il conçoit un tour à équarrissage (chasing lathe) lui permettant d'obtenir un filetage secondaire sur le même arbre, grâce à un couteau monté sur une « came Merton » (Merton nut), striée de bandes de liège appliquées contre l'hélice primitive. La déformation élastique du liège lisse les irrégularités et améliore la périodicité des filets.
Ralph-Merton communique ces procédés au National Physical Laboratory (NPL) pour qu'ils en poursuivent le développement, et ils déclenchent un vaste programme métrologique. Les « réseaux échelette » co-produits par Ralph-Merton et le NPL britannique permettent la commercialisation de spectromètres infra-rouge à la fois précis et bon marché, et la technique de gravure de réseaux étendus a bénéficié à la fois à la métrologie et au contrôle industriel.

## Des rayons cathodiques aux écrans radar

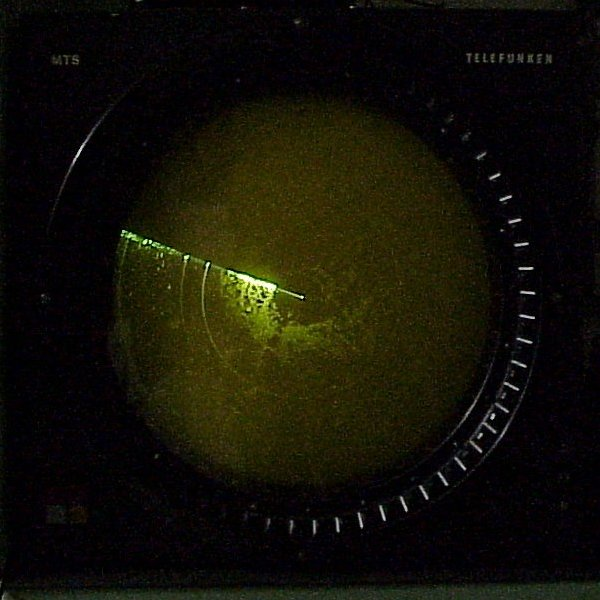
L'écran à phosphorescence.

Dans son petit laboratoire, Ralph-Merton teste différentes poudres phosphorescentes en les bombardant de rayons cathodiques. Il découvre que si ces corps scintillent vivement, leur éclat est très bref et à peine perceptible à l'œil. Examinant la traduction spectrale de ces expériences, il établit que cette atténuation rapide provient de ce que les raies d'excitation et d'émission du spectre ne se recouvrent pas ; par mélange précis de différentes poudres, il parvient en effet à prolonger la scintillation, et conçoit alors une double couche de poudres phosphorescentes : la lumière réémise par la couche profonde excite ainsi la couche superficielle. Il délaisse cette technique, à laquelle il ne trouve aucune application ; aussi sa surprise n'est-elle pas mince lorsqu'en 1938 (33 ans plus tard), Henry Tizard lui demande s'il peut allonger le phénomène de persistance lumineuse jusqu'à une seconde environ. Ralph-Merton lui répond immédiatement par courrier, et peu après est invité à rejoindre le comité de défense antiaérienne : il y apprend alors que son invention est exploitée pour fabriquer les écrans radar bicouches, qui ont une part déterminante dans la Bataille d'Angleterre.
Autres inventions : une peinture noire opaque (à 99 %) aux projecteurs de DCA ; l'adjonction d'oxyde nitreux aux carburants des chasseurs de combat pour accélérer leur vitesse ; et un télémètre à réseau embarqué dans les chasseurs pour abattre les V1.
En 1947, Ralph-Merton rachète le domaine de Stubbings House, à Maidenhead Thicket dans le Berkshire. Les pièces de ce manoir sont suffisamment vastes pour sa collection de tableaux, ainsi que pour son laboratoire privé. Il continue pendant 20 ans à publier et à breveter ses inventions. En 1957, il doit subit plusieurs opérations ; infirme, il ne quitte plus sa maison, où il meurt le 10 octobre 1969.